# 마그데부르크법

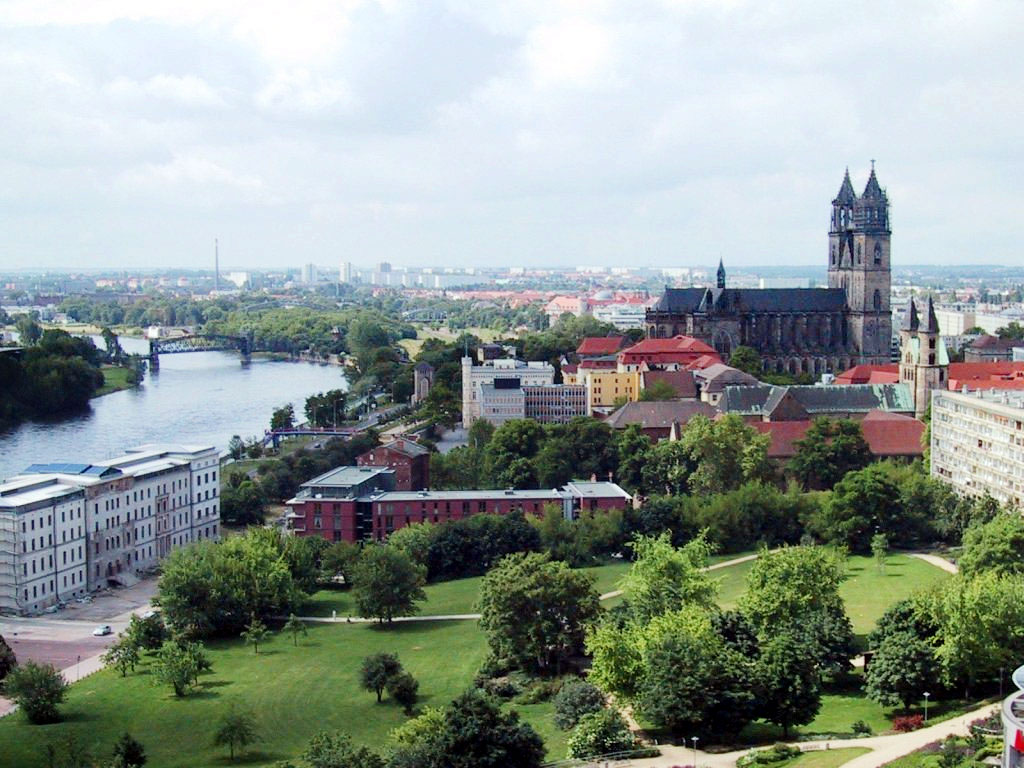
마그데부르크

마그데부르크법(독일어: Magdeburger Recht)은 신성 로마 제국의 오토 1세 황제가 제정한 도시법이다. 중세 시대의 도시법 중에서 가장 중요한 법률로 여겨진다.
특정 지역의 지배자가 도시와 마을에 대한 자치권을 승인하는 내용에 관한 법률로서 상법, 형법, 절차법 등에 관한 조문이 대부분을 차지한다. 마그데부르크법은 신성 로마 제국의 주요 도시 가운데 하나였던 마그데부르크의 자치권을 모델로 삼았기 때문에 유래된 이름이다.
독일의 도시법의 기초가 된 법률로서 수세기 동안 신성 로마 제국의 대표적인 법률로 여겨졌다. 폴란드, 보헤미아, 헝가리의 군주들이 마그데부르크법을 적용, 수정한 도시법을 제정하면서 수천 개의 도시와 마을의 발전을 촉진시키고 도시화를 진행한 획기적인 법률이 되었다.